# Kleine Ägyptische Rennmaus

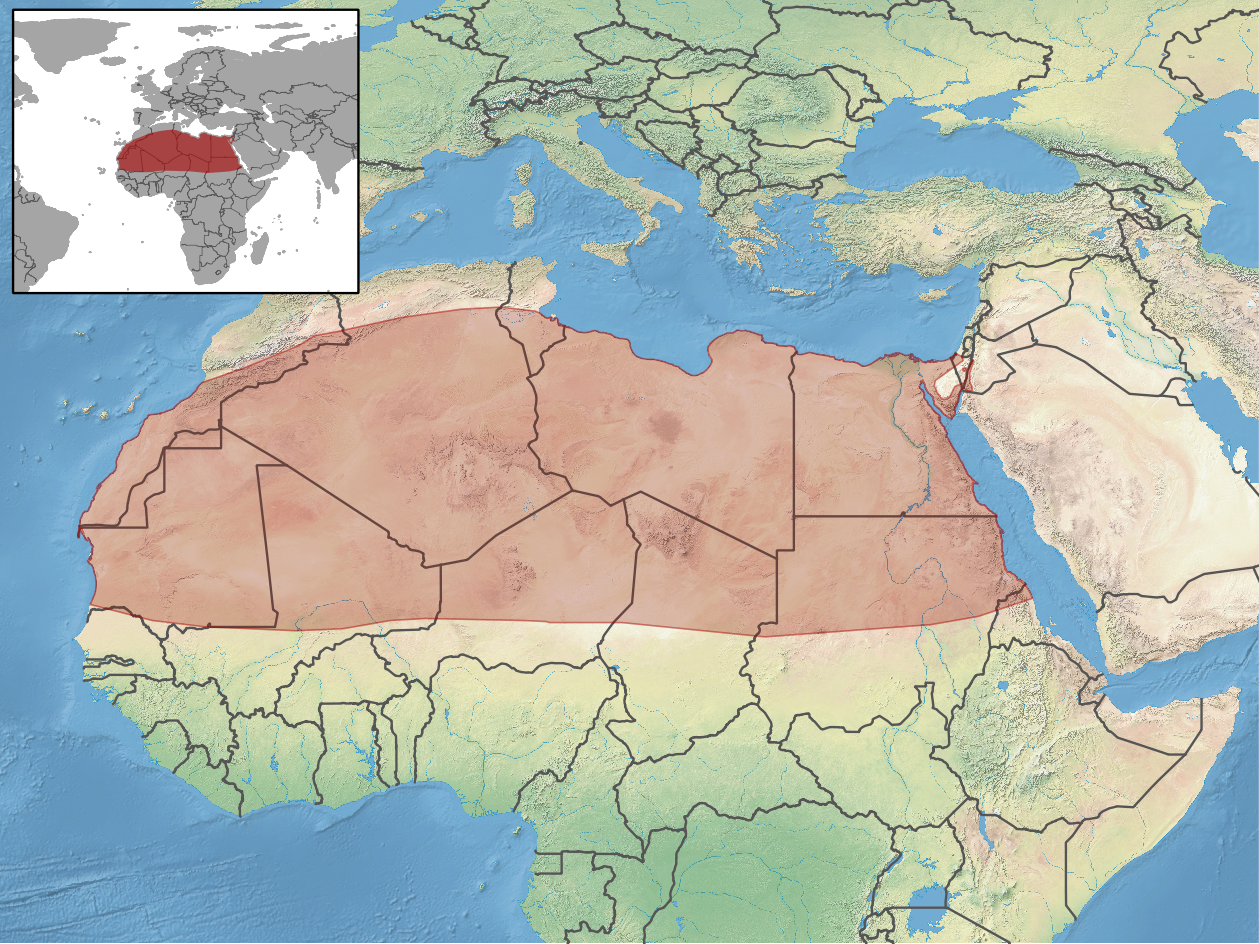
Verbreitungsgebiet der Kleinen Ägyptischen Rennmaus

Die Kleine Ägyptische Rennmaus (Gerbillus gerbillus) ist ein im Nordafrika weit verbreitetes Nagetier in der Gattung der Echten Rennmäuse. Einige Populationen erhielten andere wissenschaftliche Namen, die laut Mammal Species of the World (2005) als Synonyme dieser Art gelten. Im gleichen Werk wird eine taxonomische Revision gewünscht.

## Merkmale
Wie der deutsche Name andeutet, ist die Art mit einer Kopf-Rumpf-Länge von 70 bis 105 mm, einer Schwanzlänge von 90 bis 136 mm und mit einem Gewicht von 14 bis 35 g ein kleiner Vertreter ihrer Gattung. Sie hat 25 bis 32 mm lange Hinterfüße und 10 bis 18 mm lange Ohren. Auf der Oberseite kommt weiches Fell vor, das sandfarben mit leichten orangen Tönungen ist. Die Unterseite sowie Hände und Füße sind weiß. Über den Augen und um die Ohren können kleine weiße Flecken auftreten. An der Spitze des langen Schwanzes, der unterseits heller ist, kommt eine lange weiße bis dunkelgraue Quaste vor. Bei Weibchen sind acht Zitzen vorhanden. Der diploide Chromosomensatz dieser Art besteht aus 42 oder 43 Chromosomen (2n=42/43).

## Verbreitung
Das Verbreitungsgebiet der Kleinen Ägyptischen Rennmaus reicht im Norden bis zum Südrand des Atlasgebirges und weiter östlich bis zum Mittelmeer. Im Süden verläuft die Verbreitungsgrenze vom südlichen Mauretanien über Mali, Niger, Tschad und Sudan bis in den Norden Eritreas. Die Art erreicht die Sinai-Halbinsel sowie den Westen Israels und Jordaniens. Die Exemplare leben in Sand- und Steinwüsten mit spärlichem Bewuchs. Sie besuchen Wadis und Oasen mit Palmen.

## Lebensweise
Das Revier der Kleinen Ägyptischen Rennmaus hat gewöhnlich einen Durchmesser von 100 Metern, obwohl Männchen gelegentlich weite Wanderungen durchführen. Während einer Studie konnte etwa die Hälfte der Exemplare zu ihrem Bau zurückfinden, die 500 bis 1000 Meter davon entfernt ausgesetzt wurden. Die nachtaktiven Tiere ruhen am Tage in Tunnelsystemen mit 3 bis 4 Eingängen und einer Gesamtlänge der Gänge von 5 bis 45 Metern. Diese liegen 30 bis 80 Zentimeter unter der Oberfläche. Labortiere fielen bei kalten Temperaturen in eine Form Winterschlaf oder Starrezustand (Torpor). Bei einer in Mauretanien beobachteten Population fand die Fortpflanzung zu allen Jahreszeiten statt. Weibchen gebären 3 bis 6 Nachkommen pro Wurf.

## Gefährdung
Für den Bestand der Kleinen Ägyptischen Rennmaus liegen keine Bedrohungen vor und die Gesamtpopulation gilt als stabil. Die IUCN listet die Art als „nicht gefährdet“ (least concern).